# Sojuz TM-32
Sojuz TM-32 je označení letu ruské kosmické lodi k Mezinárodní vesmírné stanici.

## Posádka
Startovali
- Talgat Musabajev – (3)  Rusko
- Jurij Baturin – (2)  Rusko
- Dennis Tito – (1)  USA, vesmírný turista

Přistáli
- Viktor Afanasjev – (4)  Rusko
- Claudie Haigneré – (2)  Francie, ESA
- Konstantin Kozejev – (1)  Rusko

## Popis mise
Na palubě přistál vesmírný turista Dennis Tito. Sojuz zakotvil u ISS jen několik hodit poté, co raketoplán Endeavrour během mise STS-100 opustil stanici.